# دوري اسطنبول لكرة القدم 1908–09
دوري اسطنبول لكرة القدم 1908–09 هو موسم من دوري اسطنبول لكرة القدم ‏. فاز فيه غلطة سراي.